# Calle Mayor
Calle Mayor é um filme de drama espanhol de 1956 dirigido e escrito por Juan Antonio Bardem. Foi selecionado como representante da Espanha à edição do Oscar 1958, organizada pela Academia de Artes e Ciências Cinematográficas.

## Elenco
- Betsy Blair - Isabel
- José Suárez - Juan
- Yves Massard - Federico
- Luis Peña - Luis
- Dora Doll - Toña
- Alfonso Godá - José María